# Вароша (квартал на Ловеч)
Вижте пояснителната страница за други значения на Вароша.
Варо́ша е старинен квартал в Ловеч, който е основната част от Архитектурно-исторически резерват „Вароша“.

## Описание
Името на квартала е членувана форма на варош – остаряло название за външен град (край крепост), запазено като собствено име на старинни (днес) квартали в български градове.
В епохата на Българското възраждане в подножието на хълма Хисаря с Ловешката средновековна крепост е оформена възрожденската махала Вароша. Там живеят ловешките занаятчии и търговци. След Освобождението от османско владичество махалата се развива съобразно нуждите на новото време.
Неповторимият облик на резервата създава типичната ловешка възрожденска къща. При съграждането ѝ строителният усет се проявява в умелото използване на стръмния и скалист терен. Нейното лице обикновено е към двора. Приземният етаж се изгражда с каменен зид с пезули за проветряване и отбрана. Над него е жилищният етаж с чардак или кьошк. Къщата е с каменната ограда с височина до 2 м и масивна дъбова порта. Работилницата и магазинът на собственика се разполагат извън къщата, на градската чаршия, чието естествено продължение е Покритият мост. Днес възрожденските къщи са обитаеми, като малка част от сградите се използват за обществени нужди.

По-интересните обекти в квартал Вароша са следните:
- (родни) къщи на Тодор Кирков, Христо Цонев (Латинеца), Михаил Минев, Никола Цвятков, Васил Генов-Чешмето, Пано Бояджидраганов (Агопа), Мария Сиркова;
- църкви „Света Неделя“ и „Успение Богородично“;
- Регионален исторически музей,
- Етнографски комплекс „Драсова и Рашова къщи“,
- музей „Васил Левски“,
- Художествена галерия,
- сграда на старото училище „Йосиф I Български“,
- паметник на Тодор Кирков,
- Стара градска баня (Дели Хамам),
- Владишки конак и др.

## Резерват
През 1968 г. със свое разпореждане № 364 Министерският съвет обявява цялата стара част на Ловеч по десния бряг на р. Осъм и част от територията на парк „Стратеш“ за Архитектурно-исторически резерват „Вароша“. Допълнително в него е включена и ивица по левия бряг на реката в съседство с неповторимия Покрит мост. Комитетът по архитектура и благоустройство и Комитетът за култура издават своя изпълнителна наредба през 1978 г.
При вземането на решението са взети под внимание даденостите на града: старо застрояване в границите на квартала, средновековната крепост, възрожденската част на мястото на средновековния град и сроителството от края на XIX и началото на XX век. Запазва се приемствеността на градоустройството.
В границите на Архитектурно-историческия резерват „Вароша“ са регистрирани над 200 архитектурни, исторически и културни паметници. За поддържане и реставриране на резервата е създадена „Стопанска дирекция Архитектурно-исторически резерват Вароша“. Неин несменяем директор е Стоян Нейков. Финансирането на работата се осигурява от Министерския съвет и Община Ловеч.
В продължение на 30 години е извършена огромна реставрационна работа, чийто резултат е оформянето на резервата като единен комплекс. Новото строителство изцяло е съобразено с неговите архитектурни особености.

В чертите на АИР „Вароша“ (извън едноименния квартал) са също обектите:
- Покрит мост,
- Ловешка средновековна крепост,
- сграда на старото училище „Йосиф I Български“,
- паметник на Васил Левски,
- Бял паметник,
- Черен паметник,
- Алея на българо-руската дружба,
- парк „Стратеш“ (частично),
- Алея Баш бунар,
- Ловешки зоопарк и др.

Днес Архитектурно-историческият резерват „Вароша“ е любимо място за отдих и разходка на ловешките граждани и гости на града.

## Галерия
- Ловешка възрожденска къща
- Храм „Успение Богородично“
- Ловешка средновековна крепост
- Музей „Васил Левски“
- Черният паметник
- Белият паметник